# Radical 24
十 (dix) est un kanji composé de 2 traits et fondé sur 十. Il fait partie des kyôiku kanji de 1re année.
Il se lit ジュウ (juu), ジュッ (ju) ou ジッ (ji) en lecture on et とお (too) en lecture kun.

## Utilisation
Ce kanji est souvent utilisé comme un chiffre (voir Numération japonaise), il sert à compter en japonais.
Il est utilisé aussi dans les noms de mois en japonais avec le kanji 月 (à consulter pour plus d'informations).
Il est parfois utilisé pour sa forme de croix ; par exemple, en aïkido, l'expression le jmi[Quoi ?] fait référence au fait que l'on place les bras de uke en croix.